# Robert Lazarsfeld
Robert Kendall Lazarsfeld (Nova Iorque, 15 de abril de 1953) é um matemático estadunidense. Trabalha principalmente com geometria algébrica.
Recebeu em 2015 o Prêmio Leroy P. Steele.
Foi palestrante convidado do Congresso Internacional de Matemáticos em Quioto (1990: Linear series on algebraic varieties).

## Obras
- Positivity in Algebraic Geometry, 2 Volumes, Ergebnisse der Mathematik und ihrer Grenzgebiete, Springer Verlag 2004